# Cacciamali
Cacciamali (Casamài in dialetto bergamasco) è una località di Ardesio paese in provincia di Bergamo dell'alta val Seriana, posta sulla destra idrografica del fiume Serio, sul versante est del Monte Secco, completamente composta di case in pietra locale precedenti l'XIX secolo, abitata solo nella stagione estiva, da chi trascorre un periodo di vacanza, o da chi fa alpinismo.

## Storia

### Origini
L'origine del cognome Cacciamali sulla contrada dovrebbe nascere da un lascito testamentario redatto dal vescovo Guala di Bergamo del 13 marzo 1185, che concede terre di Ardesio a Alberto, Caffo e Pietro Cacciamali.
La contrada di Cacciamali prende quindi nome dalla famiglia Cacciamalus de Cacciamalis le cui origini sono risalenti al XII secolo, documentato il capostipite in Bertulinus vicis Bergomi domiciliato in montibus, successivamente Albericus notarius pubblicus.
Nel 1363 un Pretrus conductor di fazione ghibellina, che oltre ad essere un soldato, risulta fosse anche molto generoso, lasciando alla sua morte un legato di duemila scudi d'oro. Nella famiglia risultano presenti alcuni notai e alcuni speziali. Il casato si estinse nel comune di Ardesio nel XX secolo con la morte dei suoi ultimi rappresentanti
La storia del territorio è legata anche alla presenza della Congregazione della Misericordia Maggiore testimoniata dal XIV secolo detta: Misericordia de Cazamalis nella relazione della visita pastorale di san Carlo Borromeo del 1575. La congregazione nacque per volontà di un abitante Ardesio della famiglia Cacciamali, proprietaria di fondi. Vi fu un lascito anche nel 1399 da u certo Clixonus de Casamalis che laciò alla congregazione uno dei suoi terreni in eredità.

### Miniere ed economia

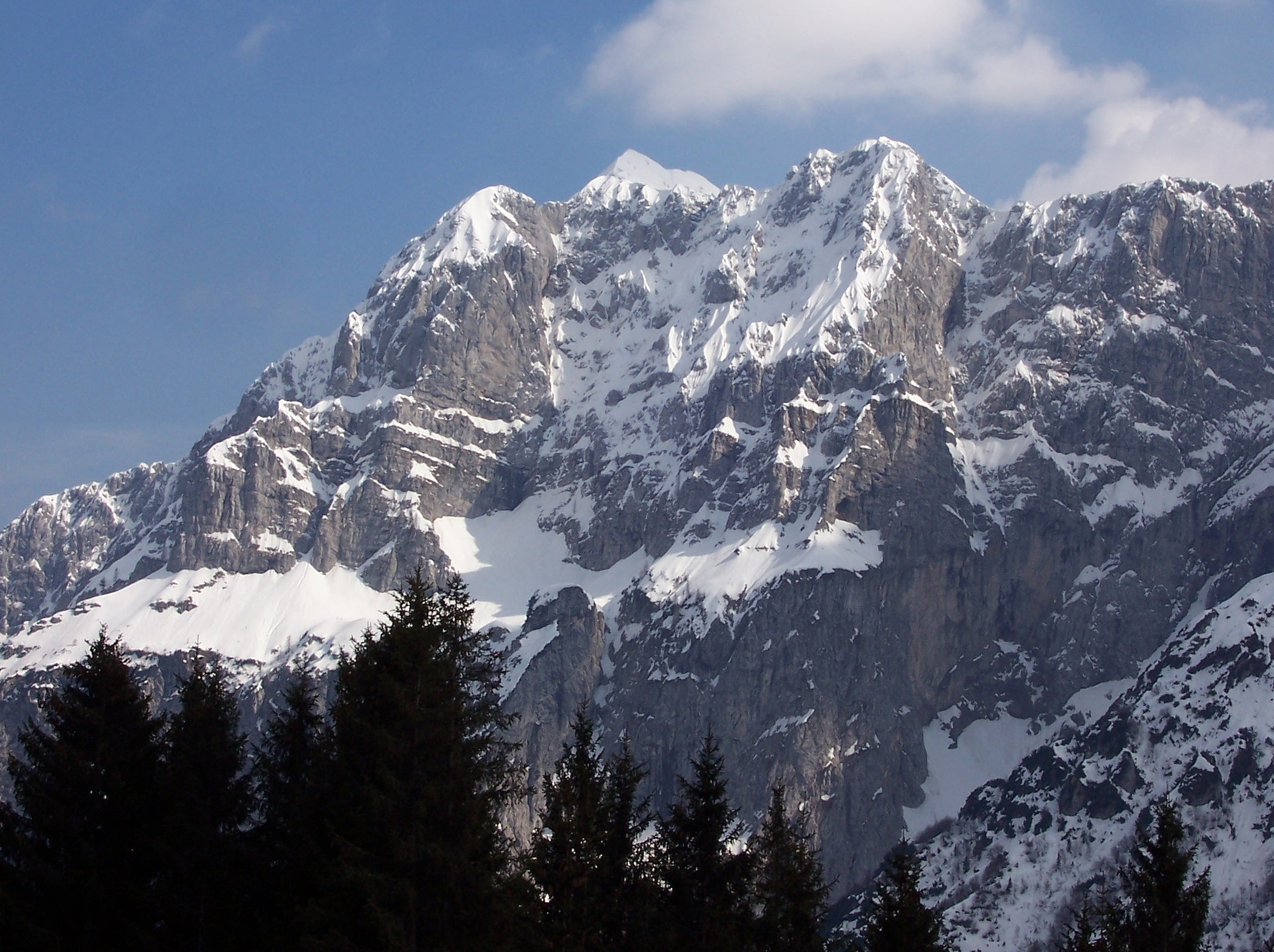
Il Monte Secco visto dalle Baite Zulino

La contrada, non è più abitata, se non nei pochi mesi estivi, da villeggiani o abitanti del paese che dal fondo della valle, risalgono alle abitazioni di proprietà, ma un tempo la località era abitata da un buon numero di famiglie. Sul Monte Secco era presente una miniera d'argento, di buona qualità. Come tutte le miniere dell'alta Val Seriana, erano di proprietà della chiesa, o di qualche famiglia nobile, ma che sicuramente occupava al lavoro un buon numero di operai, le miniere vennero dismesse nel XVII secolo.
Nel XVII secolo risultano presenti 15 famiglie, con un calcolo di un centinaio di abitanti.
Con la chiusura delle miniere per esaurimento dei minerali, l'economia della contrada divenne rurale, i paesani si dedicarono all'allevamento degli animali da cortile,  e alla coltivazione del mais, ma solo per i fabbisogni familiari. La povertà nata dalla mancanza di lavoro portò lentamente all'allontanamento per migrare, alcuni, solo verso il capoluogo, altri verso le città, mentre altri ancora all'estero (in Francia nei primi decenni del '900, successivamente in Svizzera).
Negli anni dal 1972 al 1995 la frazione, divenne sede dell'UEA (Unione escursionisti ardesiani).

## Monumenti e luoghi d'interesse

### Architetture religiose

#### Chiesa di Santa Maria Bambina

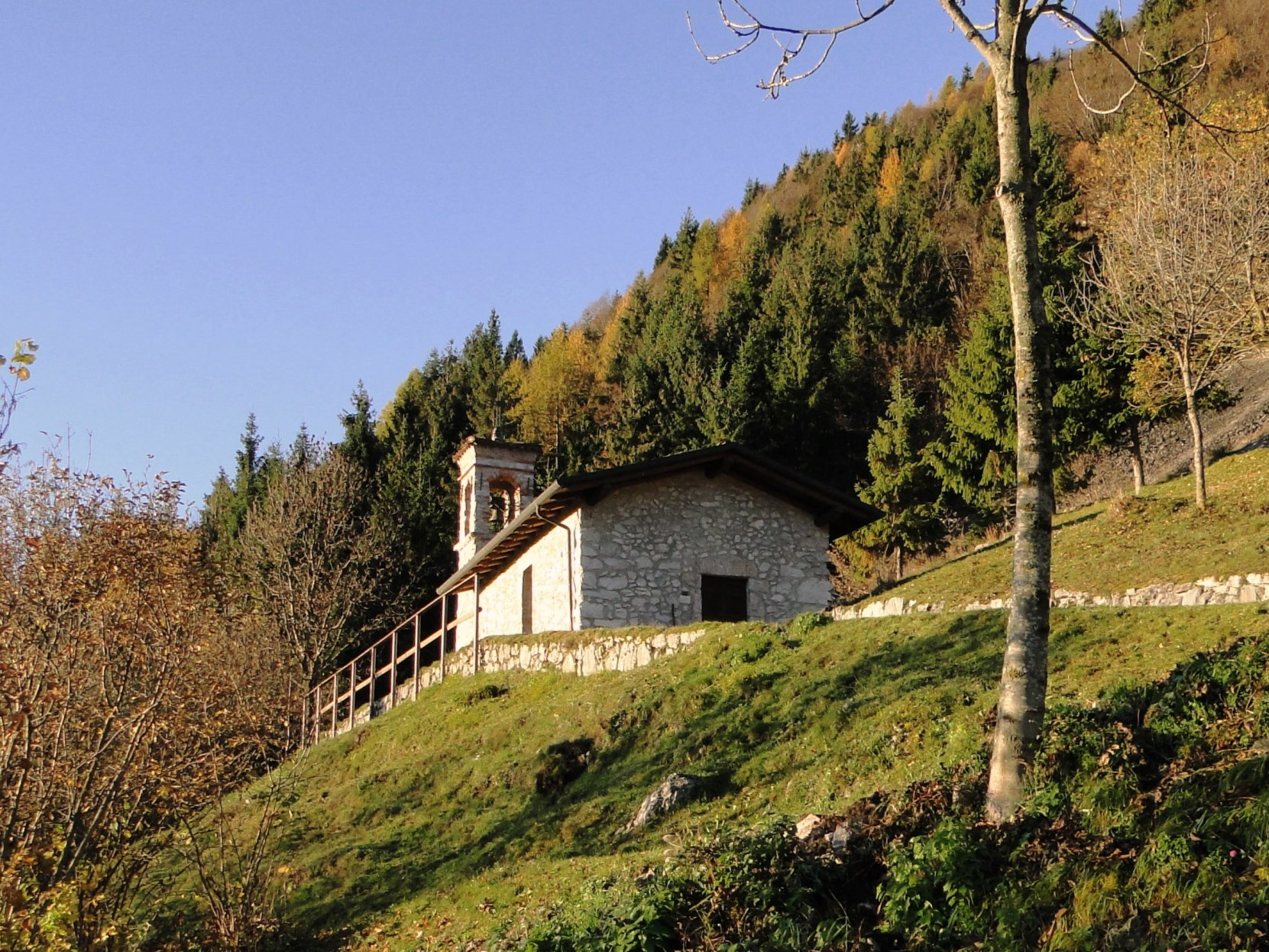
Chiesa dedicata alla nascita di Maria

La Chiesa di Santa Maria Bambina risale al XVI secolo; all'origine venne chiamata oratorio di san Sebastiano, come l'affresco a lui dedicato, e solo in epoca successiva venne intitolato alla nascita di Maria.
Nel 1974, un masso si staccò dalla montagna e cadendo sfondò il tetto del piccolo oratorio, questo impose l'obbligo di iniziare lavori di ristrutturazione e consolidamento; questi lavori riportarono alla luce affreschi del XVI secolo di autori ignoti.
La storia della chiesa è documentata da un cartiglio posto di fianco all'affresco di Santa Lucia: Immagine di santa Lucia fece-fare donna Castella per suo voto con il marito Giovanni Antonio Cacciamali-ottobre 1545, quindi l'oratorio era precedente alla visita pastorale il 22 agosto 1546 del vescovo Vittore Soranzo, documentato anche nella visita del 2 ottobre 1575 di san Carlo.
La pala d'altare è divisa in due parti eseguite in epoche e artisti differenti; la parte inferiore, del XVI secolo raffigura san Sebastiano a sant'Antonio abate con il maialino, riconoscibili dagli attributi; mentre la parte superiore del XVII secolo raffigura la Nascita di Maria con sant'Anna partoriente, in ambito domestico. Sicuramente la sua esecuzione ha cancellato un affresco precedente.
Nel piccolo oratorio sono presenti pitture a fresco raffiguranti santa Lucia con cartiglio che ne racconta la devozione, un san Cristoforo, un Eterno Padre, e la tela raffigurante La samaritana di autore ignoto.
All'interno della chiesa viene conservata la campana del 1586, sostituita nel 1996, perché la grave lesione che aveva subito l'aveva resa assordata.
La prima domenica di settembre di ogni anno, la contrada si rianima, con la festa dedicata alla nascita di Maria.